# Jiří Mádl
Jiří Mádl (né le 23 octobre 1986 à České Budějovice, en Tchécoslovaquie) est un acteur tchèque de théâtre et de cinéma, également réalisateur.

## Biographie
Jiří Mádl naît à České Budějovice, où il grandit, puis suit des études à l'université Comenius de Prague.
Il joue au théâtre, puis fait ses débuts au cinéma en 2004 dans Snowboarďáci de Karel Janák. Ce film est un succès populaire qui lance sa carrière.
En 2014, il réalise le film Pojedeme k moři. Son deuxième film, Na střeše, sort en 2019.

## Filmographie partielle

### Comme acteur

#### Cinéma
- 2004 : Snowboarďáci de Karel Janák
- 2006 : Jak se krotí krokodýli : Vašek Rychman
- 2006 : Les Rafteurs de Karel Janák et Rudolf Merkner
- 2007 : Gympl : Michal Kolman
- 2008 : Bathory : Cyril
- 2008 : Taková normální rodinka : Zdeněk
- 2008 : Děti noci de Michaela Pavlátová
- 2009 : Espoir de Jan Kobler : Martin
- 2009 : Láska rohatá de Hynek Bočan : Záprdek
- 2012 : The Confidant de Juraj Nvota : Adam Horný
- 2013 : Colette : Vili Feld
- 2015 : Celebrity S.R.O. : Tomás Hrobský
- 2015 : Svatojánský věneček : Ondra
- 2016 : The Devil's Mistress : Hans Fischer
- 2020 : Modelář de Petr Zelenka : Plech
- 2021 : Deníček moderního fotra : Dominik
- 2022 : Pánský klub : Cyril

#### Télévision
- 2011 : Borgia : Francesco Remolino
- 2011 : Znamení koně : Lukáš Hora
- 2018 : La Règle du jeu :  Petr Svoboda

### Comme réalisateur
- 2014 : Pojedeme k moři (titre international : To See the Sea)
- 2015 : Celebrity s.r.o.
- 2018 : Na střeše (titre international : On the Roof)
- 2024 : Radio Prague, les ondes de la révolte (Vlny)

## Récompenses et distinctions
- Festival international du film de Karlovy Vary 2008 : meilleur acteur avec Martha Issová dans le film Děti noci[2]
- Festival international du film de Mannheim-Heidelberg 2019 : meilleur espoir pour sa réalisation de Na střeše
- Lions tchèques 2021 : meilleur acteur dans un second rôle dans le film Modelář[3]